# 테크톨로지
테크톨로지(러시아어: Тектология 텍톨로지야[*])는 알렉산드르 보그다노프가 자신이 제창한, 모든 사회과학, 생명과학, 물상과학을 관계들의 시스템으로 간주하고, 그 모든 시스템의 기초가 되는 조직원리를 추구함으로써 모든 과학을 통합하는 새로운 보편과학을 설명하기 위해 사용한 용어다. 테크톨로지는 시스템 이론 및 시너제틱스의 선구적 시도로 평가된다. “테크톨로지”라는 단어 자체는 에른스트 헤켈이 고안한 것이지만, 보그다노프는 이를 다른 의도로 사용했다.
1912-1917년 사이에 발표된 『테크톨로지: 보편조직과학』에서 보그다노프는 향후 노버트 위너의 인공두뇌학, 루트비히 폰 베탈란피의 일반시스템이론에서 등장하는 여러 아이디어들을 예견했다. 위너와 베탈란피가 1928년 출판된 『테크톨로지』 독일어판을 읽었으리라는 추측도 있다.
보그다노프에 따르면, 테크톨로지의 목적은 “조직적 경험의 시스템화”이며, 그것을 달성하기 위한 수단은 “모든 것은 조직적이며, 모든 복합체는 조직적 특성을 통해서만 이해될 수 있다”는 보편적 조직원리를 확인하는 것이었다. 보그다노프는 모든 복합체는 환경에 조응하여 적응하게 된다고 생각했다.  안정되고 조직화된 복합체는 그것을 이루는 부품들의 총합과 같은 것이 아니라 그 총합보다 큰 것이다. 테크톨로지에서 “안정성”이란 동역학적 안정성을 의미하는 것이 아니라, 복합체가 주어진 환경에서 복합성을 보존할 수 있는 가능성을 의미한다. 여기서 “복합체”란 “복잡하고, 이해하기 어렵고, 큰 단위”와 동일한 것이 아니다.
보그다노프의 테크톨로지는 조직의 일반법칙을 공식화하려는 최초의 “근대적인” 시도였다.
제임스 화이트(1998)에 따르면 보그다노프의 테크톨로지는 1870년대에 루트비히 누아르가 에너지 보존법칙을 중심원리로 하여 일원적 철학체계를 구축하려 했던 아이디어에 기반한 것이었다. 매켄지 워크(2016)는 보그다노프를 도너 해러웨이 같은 현대 인류세 이론가들의 선구자로까지 평가했다.